# Маляровщина (Роменский район)
Маляровщина (укр. Малярівщина) — село,
Перекрестовский сельский совет,
Роменский район,
Сумская область,
Украина.
Код КОАТУУ — 5924187107. Население по переписи 2001 года составляло 69 человек .

## Географическое положение
Село Маляровщина находится на расстоянии в 0,5 км от сёл Алексеевка и Перекрестовка.
По селу протекает пересыхающий ручей с запрудой.